# خونيك (باقران)
خونيك (بالفارسية: خونیک) هي مستوطنة تقع في إيران في قسم باقران الريفي.